# Zygmunt Skwirczyński

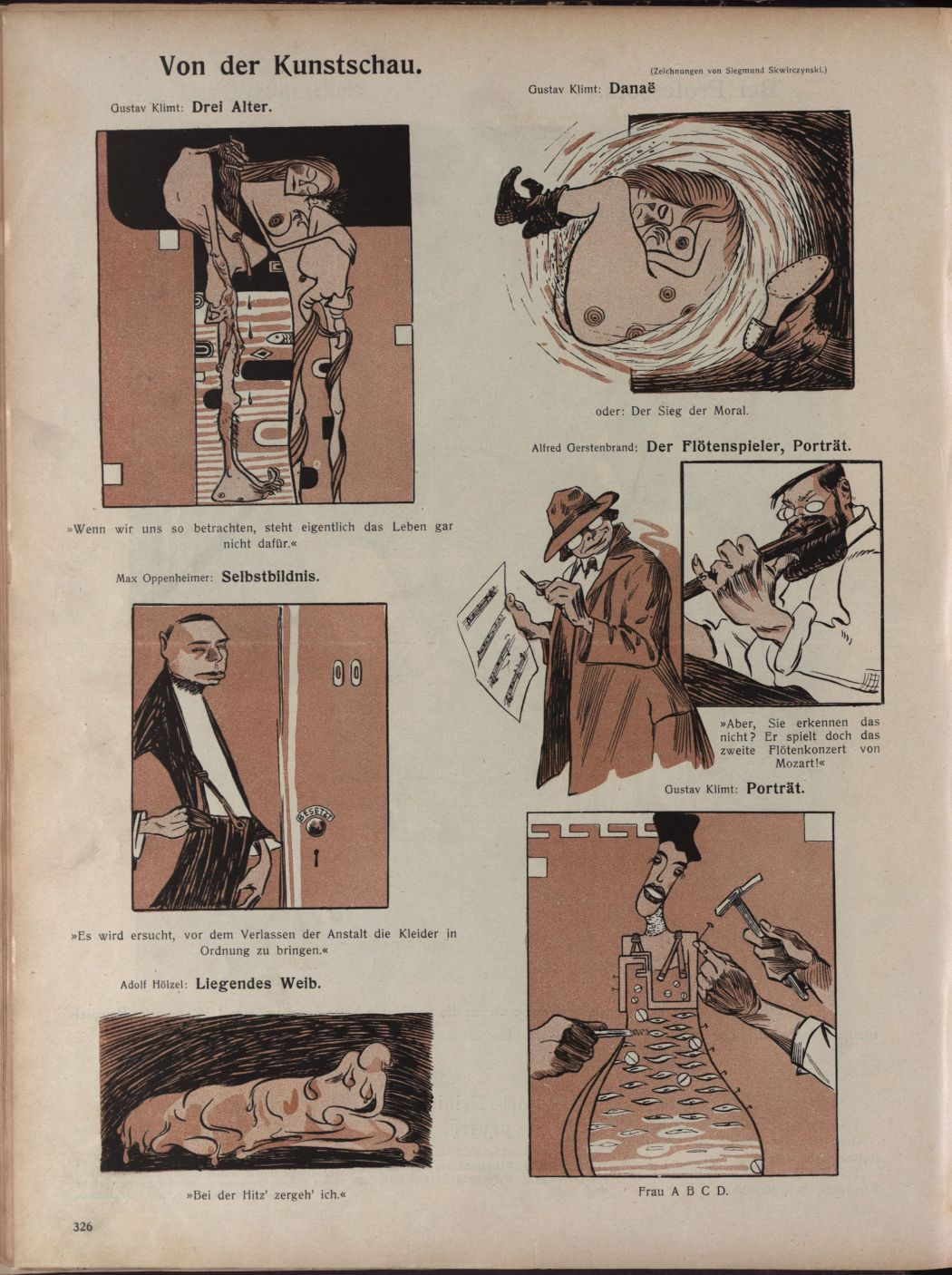
Von der „Kunstschau“, in Die Muskete, 2. Juli 1908

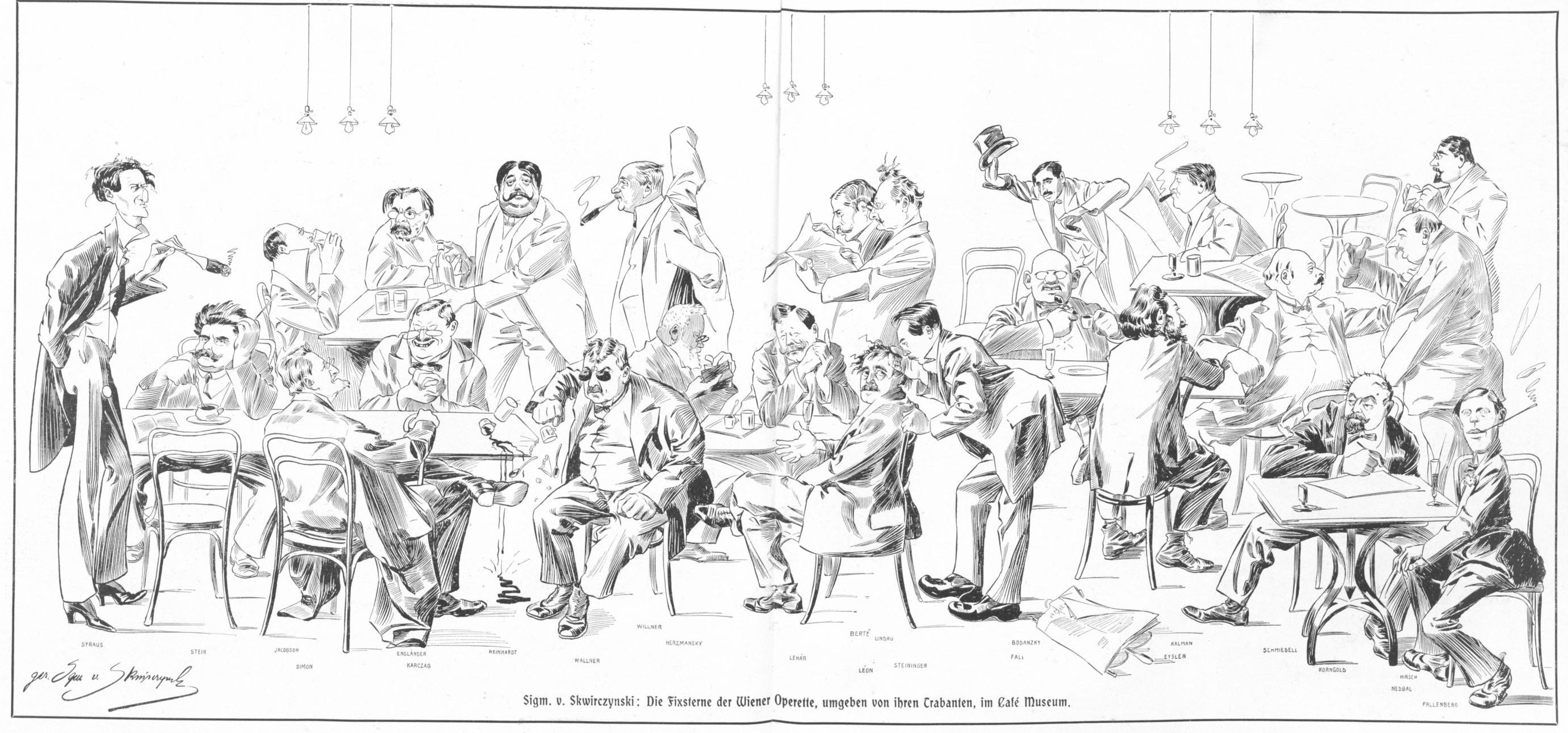
Die Fixsterne der Wiener Operette (1911)

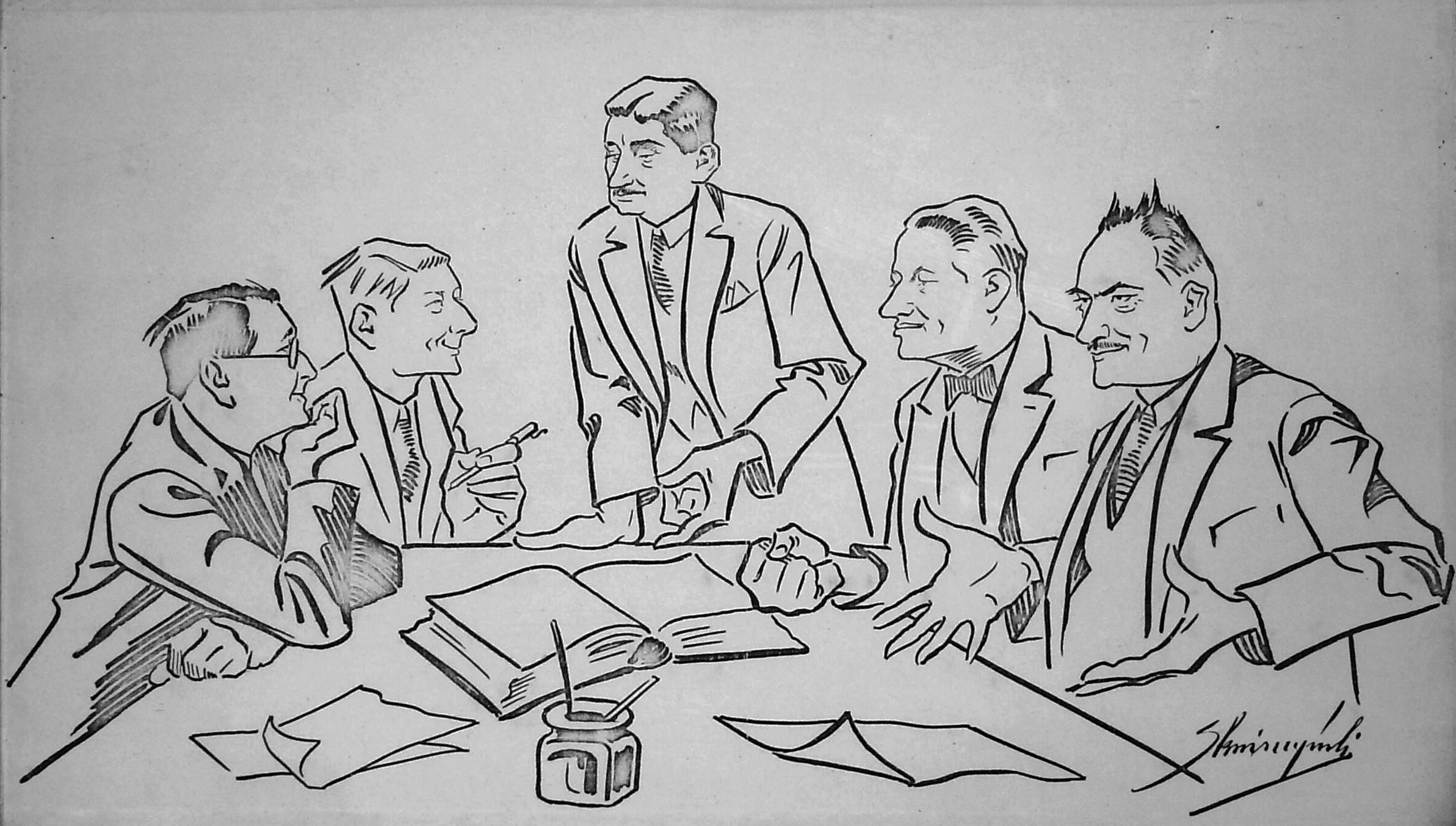
Sejm-Abgeordnete (1931)

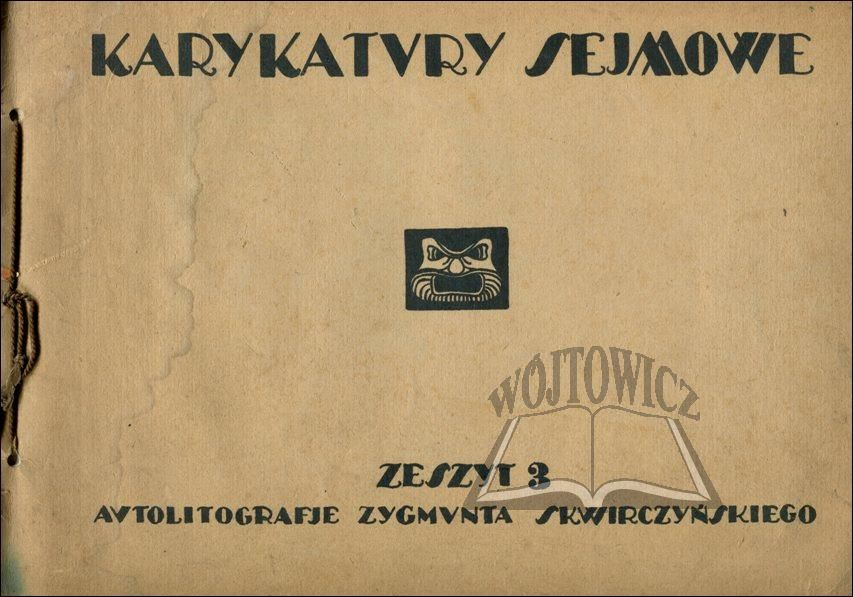
Karykatury sejmowe (1920)

Zygmunt Skwirczyński, auch Sigmund Ritter von Skwirczynski (geboren 1868; gestorben 1938) war ein polnischer Karikaturist.

## Leben
Über Zygmunt Skwirczyński gibt es nahezu keine Informationen. Von ihm sind einige Karikaturen überliefert, die in seiner Wiener Zeit in österreichischen Zeitschriften erschienen sind. So berichtete er 1908 mit mehreren Karikaturen unter dem Namen Siegmund Skwirczynski in der humoristischen Wochenschrift Die Muskete von der aktuellen Kunstschau, darunter eine Karikatur von Klimts Bild der Adele Bloch-Bauer. Während des Ersten Weltkriegs meldete er sich unter dem Namen Sigmund Ritter von Skwirczynski für eine Mitarbeit im Kriegspressequartier.
In der Zwischenkriegszeit zeichnete er in Polen 1920, 1931 und 1935 in Warschau Abgeordnete des Sejm unter dem Namen Zygmunt Skwirczyński.